# Elecciones locales de Cali de 2011
Las Elecciones locales de Cali de 2011, se llevaron a cabo el 30 de octubre de 2011 en la ciudad de Cali, donde se eligieron los siguientes cargos:
- Gobernador de Valle del Cauca.
- Alcalde de Cali.
- 21 miembros del Concejo Municipal.
- Ediles de Juntas Administradoras Locales de 22 comunas y 18 corregimientos.

## Candidatos a la Alcaldía

### Guerrero Alcalde[3]
Rodrigo Guerrero Velasco 
Exalcalde y exconcejal de la ciudad, director de la Fundación Vallenpaz y reconocido empresario de la ciudad. Adscrito al Partido Conservador, se inscribió por un movimiento avalado por firmas al no poder tener el aval de su partido. Alrededor de él se han hecho coaliciones con otros candidatos como Argemiro Cortés (Podemos Cali-Centro Independiente), Clara Luz Roldán (Partido de la U), Carlos Andrés Clajivo (Partido Cambio Radical), Susana Correa (Firmes por Cali) y Sigifredo López (Partido Liberal). Tiene además el aval de los partidos Alianza Social Independiente y el Partido Verde.

### Partido Conservador
Milton Fabián Castrillón
Exconcejal de la ciudad, fue uno de los primeros candidatos en inscribirse, asegurando el aval de su partido. Tras la renuncia de Édison Bióscar Ruiz, recibió el respaldo del Partido de Integración Nacional.

### Polo Democrático Alternativo
María Isabel Urrutia 
Exdeportista, primera medallista de oro para Colombia en los Juegos Olímpicos. Fue Representante a la Cámara en dos periodos (2002-2006 y 2006-2010) y obtuvo el aval del partido por mediación del senador Alexánder López, a pesar de que la dirección local no quería postular candidato.

### Jurado por Cali[3]
Ramiro Jurado Donneys
Empresario del transporte de la ciudad, accionista mayoritario de uno de los operadores del SITM-MIO. Se presentó por un movimiento avalado por firmas.

### Movimiento MIRA
Heyder Orlando Gómez
Candidato inscrito por este movimiento.

### Candidaturas declinadas
- Susana Correa, Avalada por firmas (Adhirió a Rodrigo Guerrero[4])
- Carlos Andrés Clavijo, Partido Cambio Radical (Adhirió a Rodrigo Guerrero[5])
- Argemiro Cortés Buitrago, Avalado por firmas (Adhirió a Rodrigo Guerrero[6])
- Édison Bióscar Ruiz, Partido de Integración Nacional (Adhirió a Milton Castrillón[7]
- Clara Luz Roldán, Partido de la U (Adhirió a Rodrigo Guerrero[8])
- Sigifredo López, Partido Liberal, (Adhirió a Rodrigo Guerrero[9]

## Encuestas

Gráfico de tendencia de intención de voto comparativa en los tres últimos meses de campaña. Info: Napoleón Franco.

Desde que se comenzaron a barajar los nombres de los primeros precandidatos, ninguno lograba posicionarse en las encuestas, las cuales mostraban una diferencia amplia entre el no sabe/no responde y los candidatos. Inicialmente, Sigifredo López tenía la mayor aprobación con un 12,5%, frente a un 42,4% de indecisos o personas que votarían en Blanco. Con la entrada de los candidatos Rodrigo Guerrero Velasco y María Isabel Urrutia, la intención de voto por López fue descendiendo significativamente, al punto que este tuvo que declinar de su candidatura para adherir a Guerrero. Otros candidatos que estaban a la contienda, como Carlos Clavvijo, Clara Luz Roldán y Argemiro Cortés a pesar de un fuerte impulso publicitario, nunca lograron obtener una intención de voto destacada en las encuestas, lo que motivó su renuncia y posterior adhesión a Rodrigo Guerrero. Milton Castrillón fue uno de los pocos que ha logrado mantenerse entre los primeros lugares de las encuestas, aunque estas mostraron un rápido crecimiento a favor de Guerrero. Los tres candidatos restantes que permanecieron en contienda, a pesar de tener una poca favorabilidad en las encuestas, fueron Heyder Gómez, Ramiro Jurado y Fabio Cardozo.
| Fecha       | Instituto       | Candidato        | Candidato        | Candidato         | Candidato    | Candidato       | Candidato      | Candidato      | Candidato        | Candidato       | Candidato |
| Fecha       | Instituto       | Rodrigo Guerrero | María I. Urrutia | Milton Castrillón | Clara Roldán | Sigifredo López | Carlos Clavijo | Voto en blanco | Indeciso (Ns/Nr) | Margen de error | Fuente    |
| ----------- | --------------- | ---------------- | ---------------- | ----------------- | ------------ | --------------- | -------------- | -------------- | ---------------- | --------------- | --------- |
| 27/MAR/2011 | Servinformación | N/D              | N/D              | 9,5%              | 3,2%         | 12,5%           | 3,3%           | 14,2%          | 30,2%            | 3,26%           | Occidente |
| 03/JUN/2011 | JPG Inv.        | N/D              | 6,0%             | 12,0%             | 11,4%        | 17,6%           | 8,3%           | 2,8            | 19,2%            | N/D             | Occidente |
| 12/AGO/2011 | Datexco         | 12,67%           | 12,28%           | 7,89%             | 6,78%        | 14,63%          | 4,57%          | 9,73%          | N/D              | 3,7%            | ET        |
| 13/AGO/2011 | Servinformación | 14,33%           | 13,67%           | 12,50%            | 4,00%        | 6,67%           | 1,33%          | 13,33%         | 26,83            | 3,26%           | Occidente |
| 22/AGO/2011 | Napoleón Franco | 15%              | 6%               | 7%                | 3%           | 4%              | 1%             | 8%             | 46%              | 4%              | El País   |
| 21/SEP/2011 | Gallup          | 23%              | 11%              | 10%               | 8%           | 9%              | 2%             | 13%            | 11%              | 4%              | EE        |
| 22/SEP/2011 | Napoleón Franco | 19%              | 9%               | 7%                | 6%           | 4%              | 3%             | 4%             | 39%              | 4%              | El País   |
| 17/OCT/2011 | Napoleón Franco | 25%              | 10%              | 8%                | 2%           | 6%              | 2%             | 12%            | 31%              | 4%              | El País   |
| 25/OCT/2011 | Servinformación | 41,2%            | 16,5%            | 13,3%             | N/D          | N/D             | N/D            | 13,3%          | 11,5%            | 3,3%            | Occidente |

## Candidatos al Concejo Municipal
Para el Concejo Municipal de Cali se eligen 21 concejales, quienes representan a los votantes tanto del centro urbano, (22 comunas) como los 15 corregimientos de Cali. Los siguientes partidos presentaron listas para esta corporación, para un total de 247 candidatos:
|  | 16,29 % |

|  | 15,28 % |

|  | 11,06 % |

|  | 9,09 % |

|  | 6,52 % |

|  | 6,15 % |

|  | 6,14 % |

|  | 5,10 % |

|  | 4,75 % |

|  | 4,73 % |

|  | 1,01 % |

|  | 0,89 % |